# Kevin Dalzell
Kevin Dalzell (Durban, 15 de enero de 1974) es un ex–jugador estadounidense de rugby nacido en Sudáfrica y que se desempeñaba como medio scrum.

## Selección nacional
Fue convocado a las Águilas por primera vez en septiembre de 1996 para jugar ante los Teros y disputó su último partido en octubre de 2003 contra Les Bleus. En total jugó 42 partidos y marcó 109 puntos.

### Participaciones en Copas del Mundo
Disputó las Copas del Mundo de Gales 1999 donde fue el pateador de su equipo y así el máximo anotador de su seleccionado con 29 puntos, y Australia 2003 donde no marcó ningún punto. En ambos torneos Dalzell jugó todos los partidos y se retiró del seleccionado en su último torneo.
| Mundial                       | Sede      | Resultado    | PJ | Tries |
| ----------------------------- | --------- | ------------ | -- | ----- |
| Copa Mundial de Rugby de 1999 | Gales     | Primera fase | 3  | 1     |
| Copa Mundial de Rugby de 2003 | Australia | Primera fase | 4  | 0     |

## Palmarés
- Campeón de la National Championships de 1993, 1994 y 1996.